# Daphné Du Barry

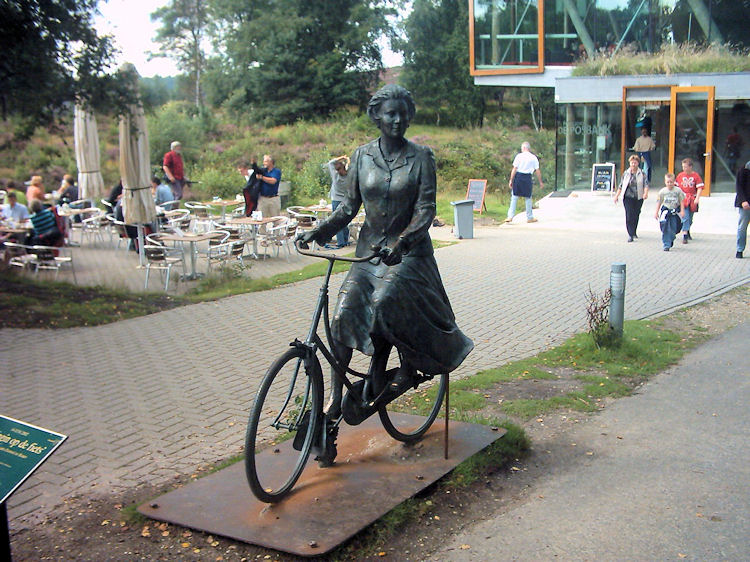
Koningin Beatrix op de fiets

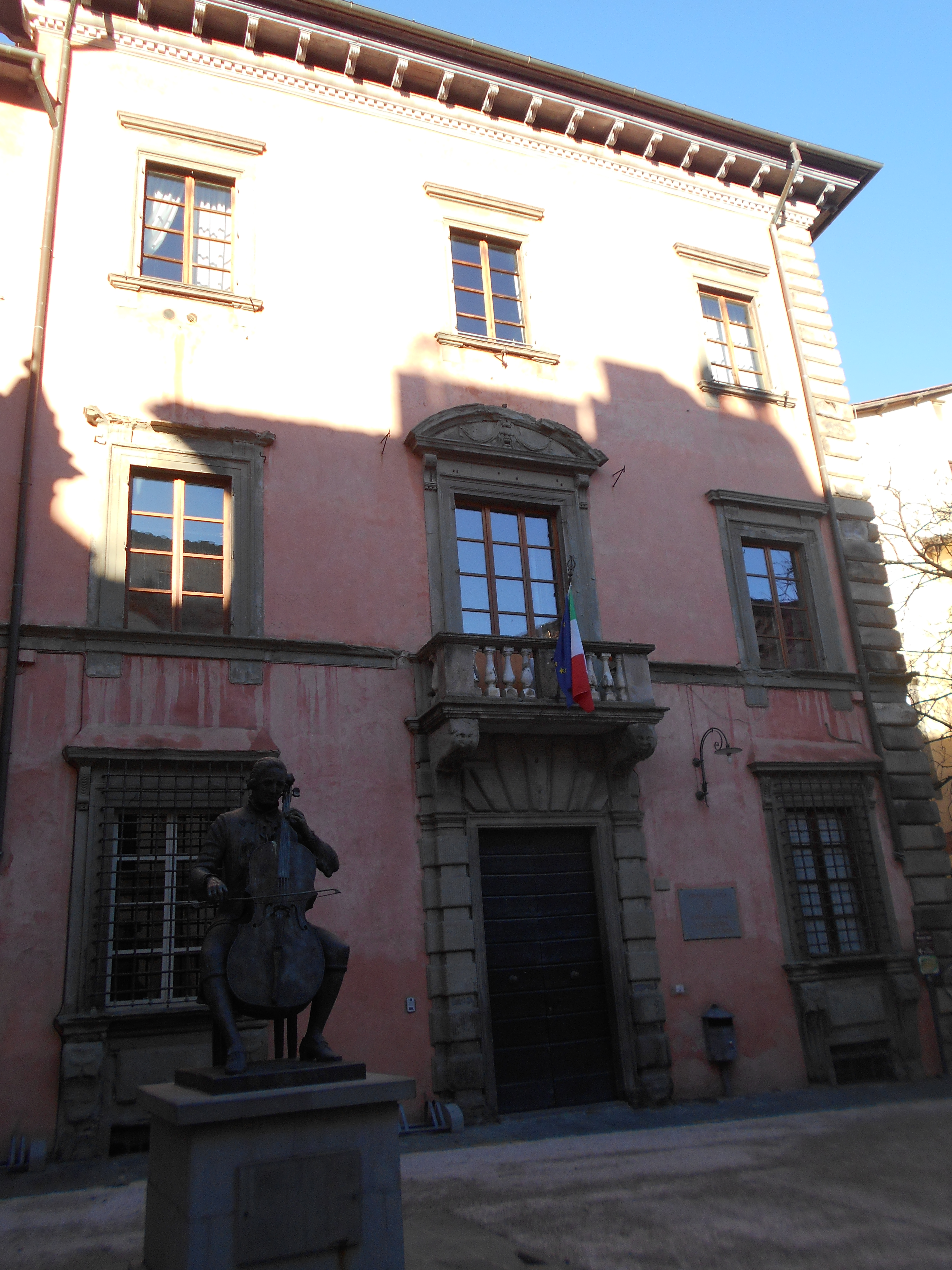
Luigi Boccherini, Lucca

Daphné Du Barry (Arnhem, 5 juli 1950) is een Nederlandse figuratieve kunstenares. Als figuratief beeldhouwster is Du Barry internationaal bekend en heeft zij reeds vele monumentale opdrachten verworven in Europa, Azië en Amerika. Hoewel zij ook in Nederland enkele beelden heeft vervaardigd (onder andere koningin Beatrix te fiets in Rheden en Pim Fortuyn te Rotterdam), is zij in haar geboorteland niet erg bekend.
Du Barry exposeerde eerder in onder andere New York, Honolulu, Barcelona, Mexico, Toulouse, Parijs, Amsterdam, Milaan en Maastricht (TEFAF).